# Éclipse solaire du 14 octobre 2004
L'éclipse solaire du 14 octobre 2004 est une éclipse solaire partielle. Il s'agit de la 2e éclipse partielle du XXIe siècle.
Elle eut lieu, il y a : 20 ans, 4 mois et 22 jours.

## Visibilité
Elle était visible dans le nord-est de la Sibérie, au Japon et en Alaska.

Animation de l'éclipse du 14 octobre 2004.

## Éclipses associées
Cette éclipse est la première de 4 éclipses d'un cycle métonique se poursuivant tous les 19 ans. Cette première éclipse sera suivie de l'éclipse annulaire du 14 octobre 2023, de l'éclipse annulaire du 14 octobre 2042 (en) et de l'éclipse annulaire du 13 octobre 2061.